# Hässningberget
Hässningberget är sedan 2006 ett naturreservat i Västerbottens län mellan Klabböle och Skravelsjö, 6 km sydväst om centrala Umeå. Naturreservatet är 95 hektar stort och förvaltas av Länsstyrelsen i Västerbottens län.
Reservatet omfattar norra delen av berget, Skravelsjöbäckens ravin samt omkringliggande skog. Altituden varierar från 40 meter över havet i ravinbottnarna till 140 meter på berget. I området går det en 3 km vandringsled med grillplatser och vindskydd vid utsiktsplatserna.
Bergets översta del består till stor del av hällar och mindre klapperstenspartier. Vid berget ligger två bäckraviner, Ängesbäcken i väster och Skravelsjöbäcken i öster. Längs Skravelsjöbäcken, som rinner igenom den östra delen av reservatet, dominerar gråal och björk. I övrigt består reservatet till största del av hällmarkstallskog, blåbärsgranskog och örtrik granskog. I den fuktiga Skravelsjöbäckens ravin växer det majbräken, lundbräken, brunrör, kråkklöver, topplösa, missne, kärrviol, kärrdunört, kranshakmossa, rosmossa och palmmossa. I området finns det även gott om döda träd i olika nedbrytningsstadier.
Naturreservatet invigdes den 16 augusti 2007.

## Bilder

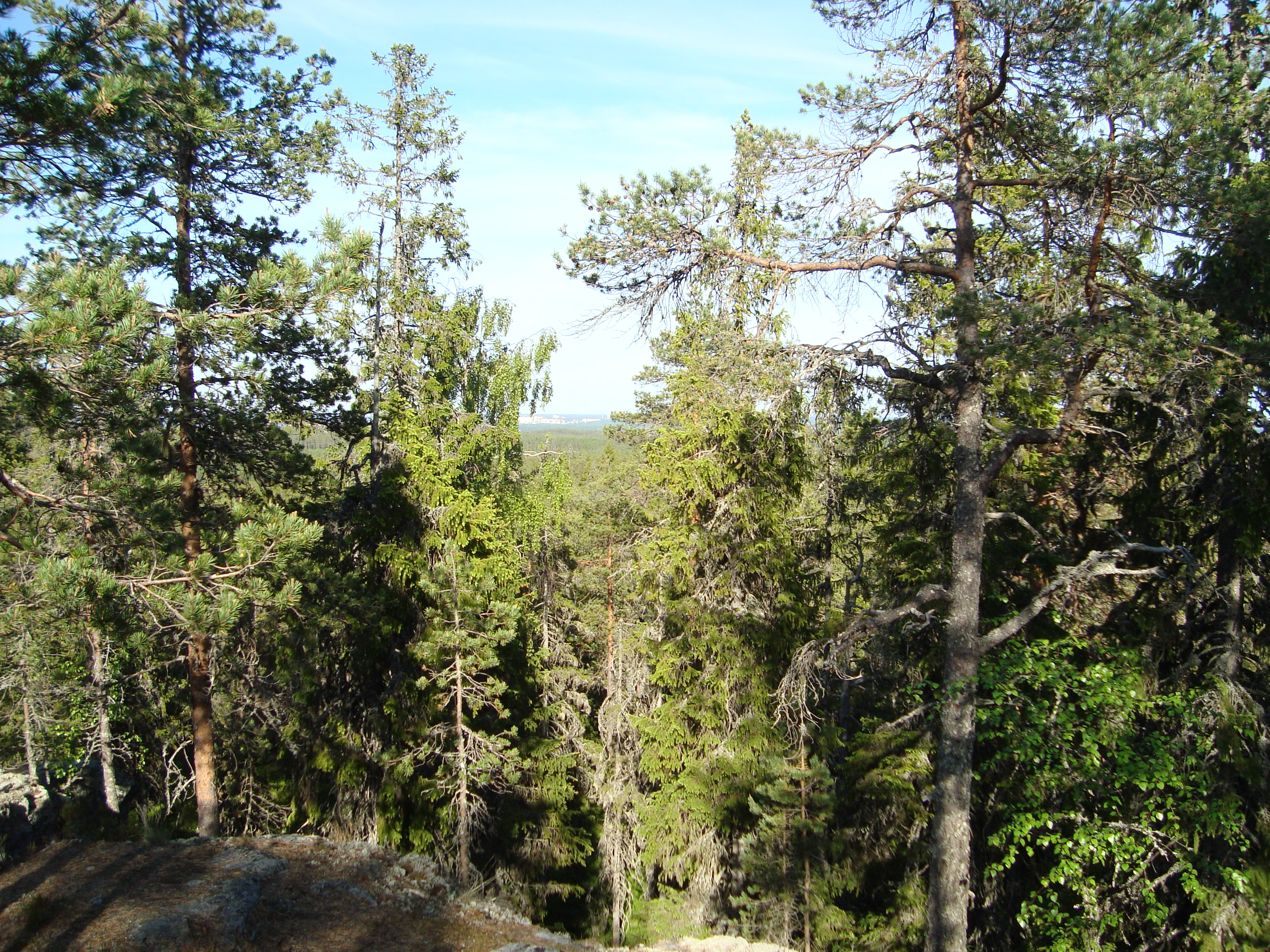
Utsikt från toppen av Hässningsberget.
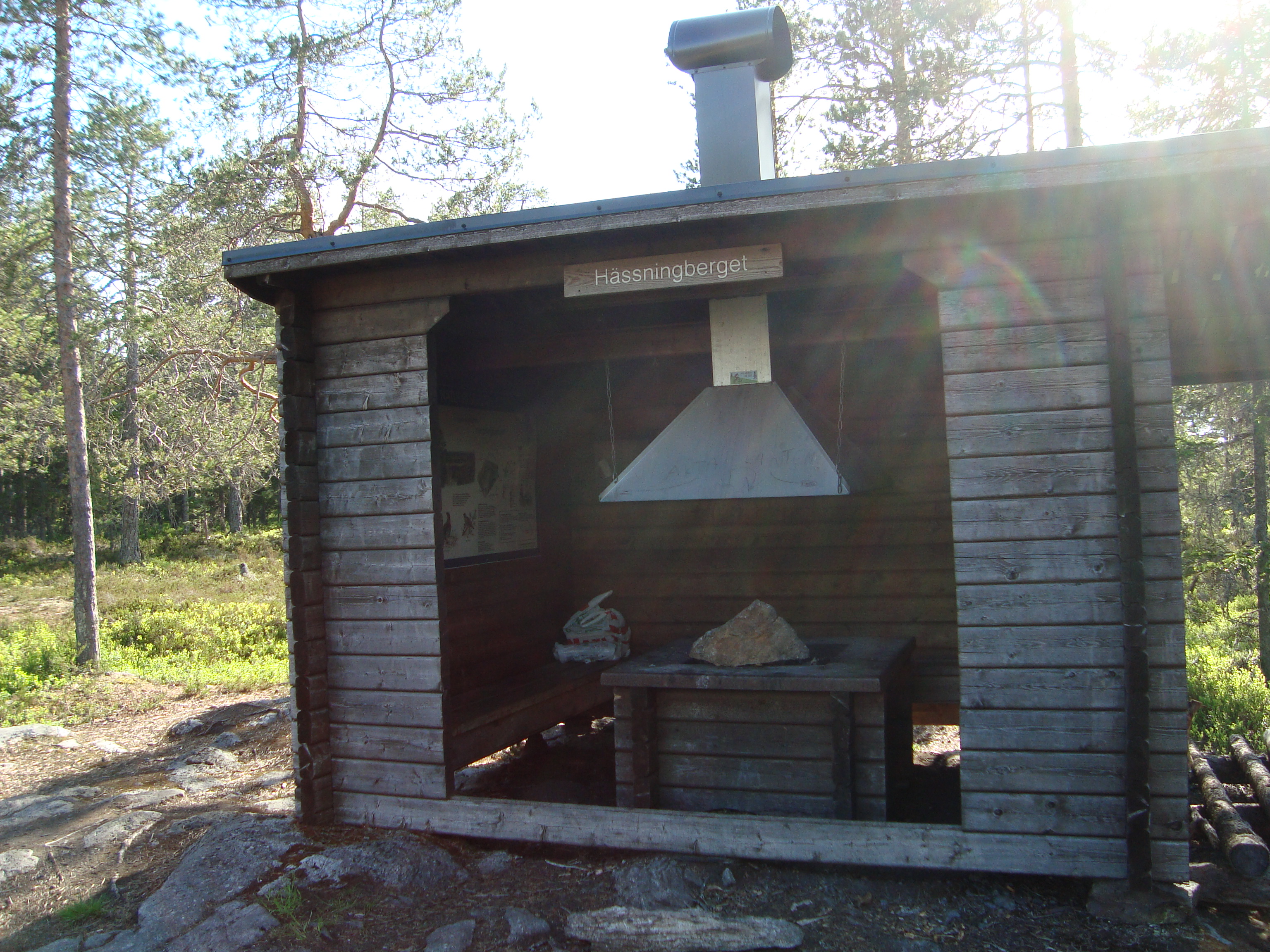
Grillstuga i naturreservatet.